# Nemanja Pribak
Nemanja Pribak (mazedonisch / serbisch-kyrillisch Немања Прибак; * 26. März 1984 in Belgrad, SR Serbien, SFR Jugoslawien) ist ein serbisch-mazedonischer Handballspieler, der zumeist auf Rückraum Mitte eingesetzt wird.

## Karriere

### Verein
Der 1,90 m große und 103 kg schwere Rechtshänder begann seine Profikarriere beim serbischen Klub RK Železnicar Niš, mit dem er im EHF-Pokal 2003/04 und im EHF Challenge Cup 2005/06, in dem er mit 47 Toren viertbester Torschütze wurde, spielte. 2006 wechselte er zum slowenischen Verein RK Trimo Trebnje, den er nach einer Saison Richtung Mazedonien zum RK Vardar Skopje verließ. Mit den Hauptstädtern wurde er 2008 Pokalsieger und 2009 Meister. Er nahm auch an der EHF Champions League 2007/08 und dem EHF-Europapokal der Pokalsieger 2008/09 teil. 2009 kehrte Pribak nach Serbien zum RK Kolubara zurück und gewann 2010 die Meisterschaft und den Pokal. Daraufhin unterschrieb er beim französischen HBC Nantes. Seit 2012 läuft er wieder für Vardar Skopje auf. 2013 wurde er zum zweiten Mal mazedonischer Meister. Im EHF Europa Pokal 2012/13 erreichte er die dritte Runde. Für eine Überraschung sorgte er in der EHF Champions League 2013/14, als er im Achtelfinale nach einem 28:28 in Skopje im Rückspiel beim Titelverteidiger HSV Hamburg mit 30:29 gewann und ins Viertelfinale gegen die SG Flensburg-Handewitt einzog. Dort unterlag er dem deutschen Team aufgrund der Auswärtstorregel. 2015 gewann er die mazedonische Meisterschaft sowie 2014 und 2015 den mazedonischen Pokal. 2015 wechselte er zu Beşiktaş Istanbul. Dort gewann er 2016, 2017, 2018 und 2019 jeweils Meisterschaft und Pokal. Ab 2019 spielte Pribak für den serbischen Verein RK Vojvodina. 2021 gewann er das Double, 2022 erneut die Meisterschaft. Seit 2022 spielt er für den israelischen Klub Hapoel Rischon LeZion.

### Nationalmannschaft
Mit der Serbischen Juniorennationalmannschaft gewann Nemanja Pribak bei der U-21-Weltmeisterschaft 2005 die Silbermedaille. Pribak bestritt neun A-Länderspiele, in denen er 16 Tore erzielte, für die serbische Nationalmannschaft. So nahm er an der Weltmeisterschaft 2011 teil und stand im vorläufigen Kader für die Europameisterschaft 2012, wurde aber nicht ins endgültige Aufgebot berufen. Nach seinem Wechsel zu Skopje entschied er sich, auch die mazedonische Staatsbürgerschaft anzunehmen. Nach Ablauf der Drei-Jahres-Sperrfrist am 17. Januar 2014 durfte er auch für die mazedonische Nationalmannschaft auflaufen. Bei der Europameisterschaft 2014 warf er zwei Tore in drei Hauptrundenspielen und belegte den 10. Platz. Bei den Europameisterschaften 2016 und 2018 belegte er mit der Auswahl den 11. Platz, bei der Weltmeisterschaft 2015 den 9. Platz.